# El cazador (film)
El cazador è un film del 2020 diretto da Marco Berger.
Venne presentato in anteprima all'International Film Festival Rotterdam nel gennaio 2020.

## Trama
Il quindicenne Ezequiel viene lasciato a casa da solo a Buenos Aires quando i suoi genitori si recano in Europa per un mese. Un giorno allo skatepark incontra e stringe amicizia con Mono, un ragazzo ventunenne con il quale esplora la sua sessualità. Per il fine settimana Mono conduce Ezequiel nella casa di campagna del cugino trentenne soprannominato El Chino. Dopo questo fatto, Mono scompare e blocca Ezequiel dai suoi social network. Poco dopo Ezequiel riceve su whatsapp un video sessuale di lui e Mono, facendolo così precipitare in un mondo di bugie e ricatti.

## Produzione
El Cazador è il sesto lungometraggio del regista argentino Marco Berger, i cui film precedenti erano anch'essi caratterizzati dal tema della tensione sessuale tra uomini apparentemente eterosessuali. Il suo terzo lungometraggio Ausente - Assente del 2011 è stato insignito del Teddy Award come miglior film queer al Festival internazionale del cinema di Berlino.
Il film è stato presentato in anteprima il 23 gennaio 2020 all'International Film Festival Rotterdam. Alla fine di luglio 2020 è stato proiettato al New Zealand Internationale Film Festival e alla fine di settembre 2020 è stato proiettato al LGBT Film Festival in Polonia.

## Accoglienza

### Critica
Il film ha ricevuto finora buone recensioni.

Paula Vázquez Prieto su La Nación ha scritto:

Diego Curubeto su Ámbito Financiero ha scritto:

## Riconoscimenti

### Candidature
- 2020 - International Film Festival Rotterdam[6]
  - Big Screen Award
- 2020 - Guadalajara International Film Festival[6]
  - Premio Maguey per il miglior film